# Jens Møller Jensen
 For alternative betydninger, se Jens Møller-Jensen (flertydig). (Se også artikler, som begynder med Jens Møller-Jensen)
Jens Møller Jensen (født i 1959) er en dansk tidligere drabschef og leder af Københavns Politis afdeling for personfarlig kriminalitet. Han startede ved politiet i 1981 og var inden da premierløjtnant på Høvelte Kaserne. Møller Jensen var fra 2011 til slutningen af 2018 leder af afdelingen for personfarlig kriminalitet, som efterforsker sager om blandt andet drab, røveri, menneskehandel, seksuelle overgreb og brand. Han blev en kendt politimand, efter at han stod i spidsen for efterforskningen af sagen om journalisten Kim Wall, der blev dræbt af Peter Madsen i en ubåd et sted i Øresund. Jensen stod også i spidsen for efterforskningen under terrorangrebene i København ved Krudttønden og Synagogen. Han har været med til at efterforske drabet på revisoren på Østerbro, bomben på Hotel Jørgensen og sagen, pressen kaldte "morfarmorderen".
Han udgav i 2018 bogen "Opklaret – drabschefens erindringer" skrevet i samarbejde med Stine Bolther. Jens Møller Jensen har hjulpet filmselskabet Miso Film med udarbejdelsen af fiktionsserien Efterforskningen om ubådssagen. Serien havde premiere på TV 2 i efteråret 2020 og har siden været vist verden rundt under titlen The Investigation.